# Mimolagrida ruficollis
Mimolagrida ruficollis là một loài bọ cánh cứng trong họ Cerambycidae.